# N-Benzoilo-N′-fenylomocznik
N-Benzoilo-N′-fenylomocznik – organiczny związek chemiczny, pochodna benzoilomocznika z grupą fenylową podstawioną na drugim atomie azotu.

## Struktura

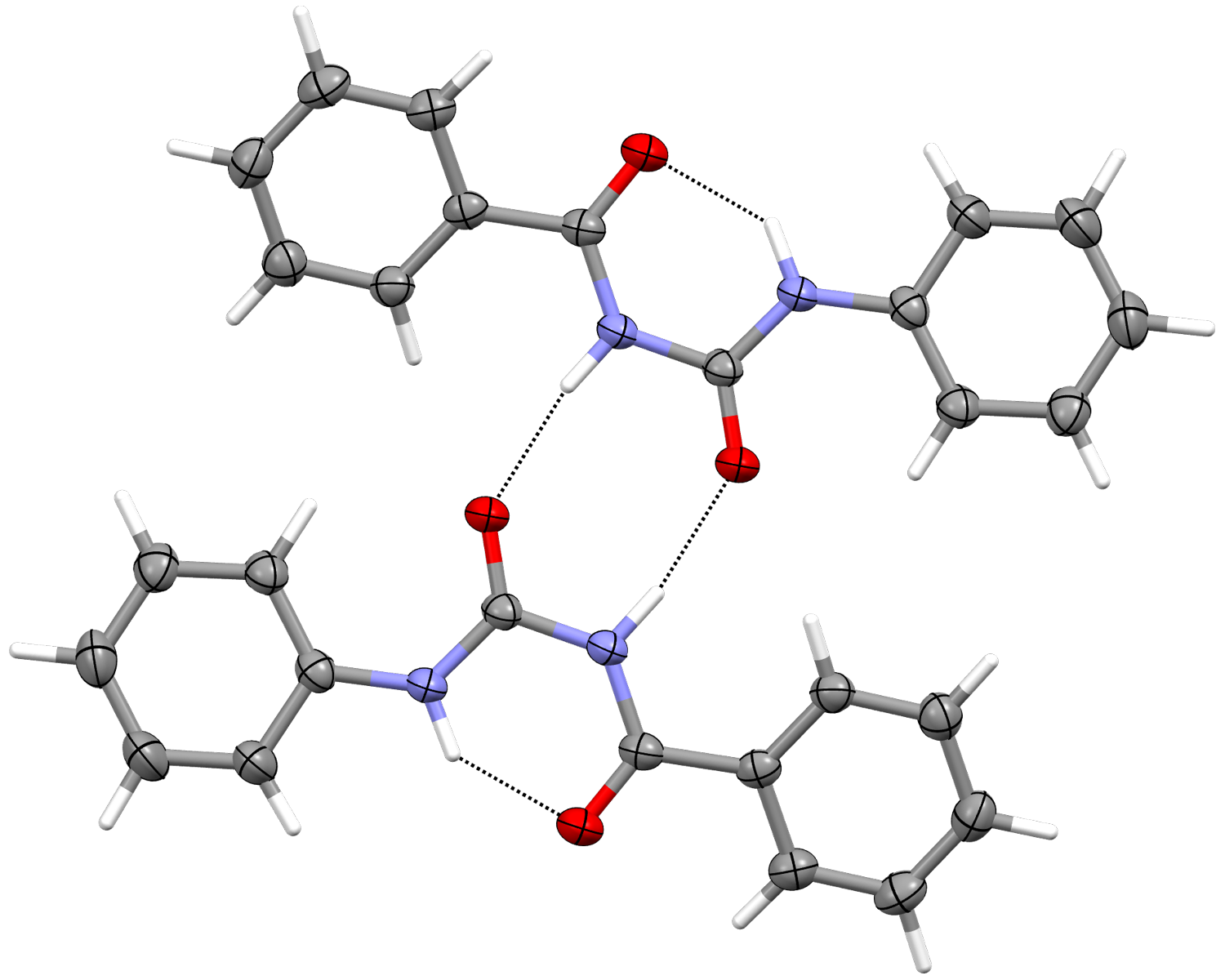
Centrosymetryczny dimer obecny w strukturze krystalicznej N-benzoilo-N′-fenylomocznika

Struktura N-benzoilo-N′-fenylomocznika była wyznaczona po raz pierwszy w 2010 roku. Cząsteczki związku są prawie płaskie i wykazują silną delokalizację gęstości elektronowej. W obrębie cząsteczki tworzone są wewnątrzcząsteczkowe wiązania wodorowe N−H⋯O, w wyniku czego powstają pseudoaromatyczne pierścienie 6-członowe. Ponadto obecne są międzycząsteczkowe wiązania wodorowe N−H⋯O, które łączą dwie cząsteczki związku w centrosymetryczne dimery (powstają pierścienie 8-członowe).
Długości karbonylowych wiązań C=O wynoszą ok. 1,23 Å, natomiast długości wiązań C−N mieszczą się w zakresie od 1,34 do 1,41 Å.

## Otrzymywanie
W 1965 roku N-benzoilo-N′-fenylomocznik został otrzymany w wyniku reakcji suchego N-chlorobenzamidu z fenyloizocyjanianem, a także podczas ogrzewania N-chlorobenzamidu pod chłodnicą zwrotną z bezwodnym fluorkiem potasu w suchym benzenie. N-Benzoilo-N′-fenylomocznik otrzymano również w 2010 roku poprzez hydrolizę N-benzoilo-N′-fenylotiomocznika.